# Тејлорс Фолс (Минесота)
Тејлорс Фолс (енгл. Taylors Falls) град је у америчкој савезној држави Минесота.

## Демографија
По попису из 2010. године број становника је 976, што је 25 (2,6%) становника више него 2000. године.
| Група             | 2000.       | 2010.       |
| Белци             | 866 (91,1%) | 918 (94,1%) |
| Афроамериканци    | 0 (0,0%)    | 6 (0,6%)    |
| Азијати           | 67 (7,0%)   | 24 (2,5%)   |
| Хиспаноамериканци | 7 (0,7%)    | 5 (0,5%)    |
| Укупно            | 951         | 976         |